# BEnd.3細胞
bEnd.3 (brain-derived Endothelial cells.3) 是衍生自BALB/c小鼠的小鼠腦微血管內皮細胞系，胞體呈多邊形或梭型，細胞表面有豐富的微絨毛，存在著管腔樣結構和毛細血管樣網絡。該細胞系常用於血管研究和內皮腦組織的研究，特別地是作為缺血的血腦屏障模型。

## 外部連結
- Cellosaurus entry for bEnd.3（页面存档备份，存于）